# Mr. 'Silent' Haskins
Pour plus de détails, voir Fiche technique et Distribution.
Mr. ‘Silent’ Haskins est un film muet américain réalisé par William S. Hart, sorti en 1915.

## Fiche technique
- Titre original : Mr. 'Silent' Haskins
- Réalisation : William S. Hart, assisté de Clifford Smith
- Scénario : C. Gardner Sullivan, Thomas H. Ince
- Production : Thomas H. Ince
- Société de production : New York Motion Picture Company
- Société de distribution : Mutual Film Corporation
- Pays d'origine :  États-Unis
- Langue originale : anglais
- Format : noir et blanc — 35 mm — 1,37:1 — Film muet
- Genre : Western
- Durée : 2 bobines
- Dates de sortie :  États-Unis : 15 février 1915
- Licence : Domaine public

## Distribution
- William S. Hart : Lon Haskins
- Rhea Mitchell : Priscilla Miller
- J. Barney Sherry : Jim Black